# Campylopus guaitecae
Campylopus guaitecae är en bladmossart som beskrevs av Per Karl Hjalmar Dusén 1905. Campylopus guaitecae ingår i släktet nervmossor, och familjen Dicranaceae. Inga underarter finns listade i Catalogue of Life.